# Iubal

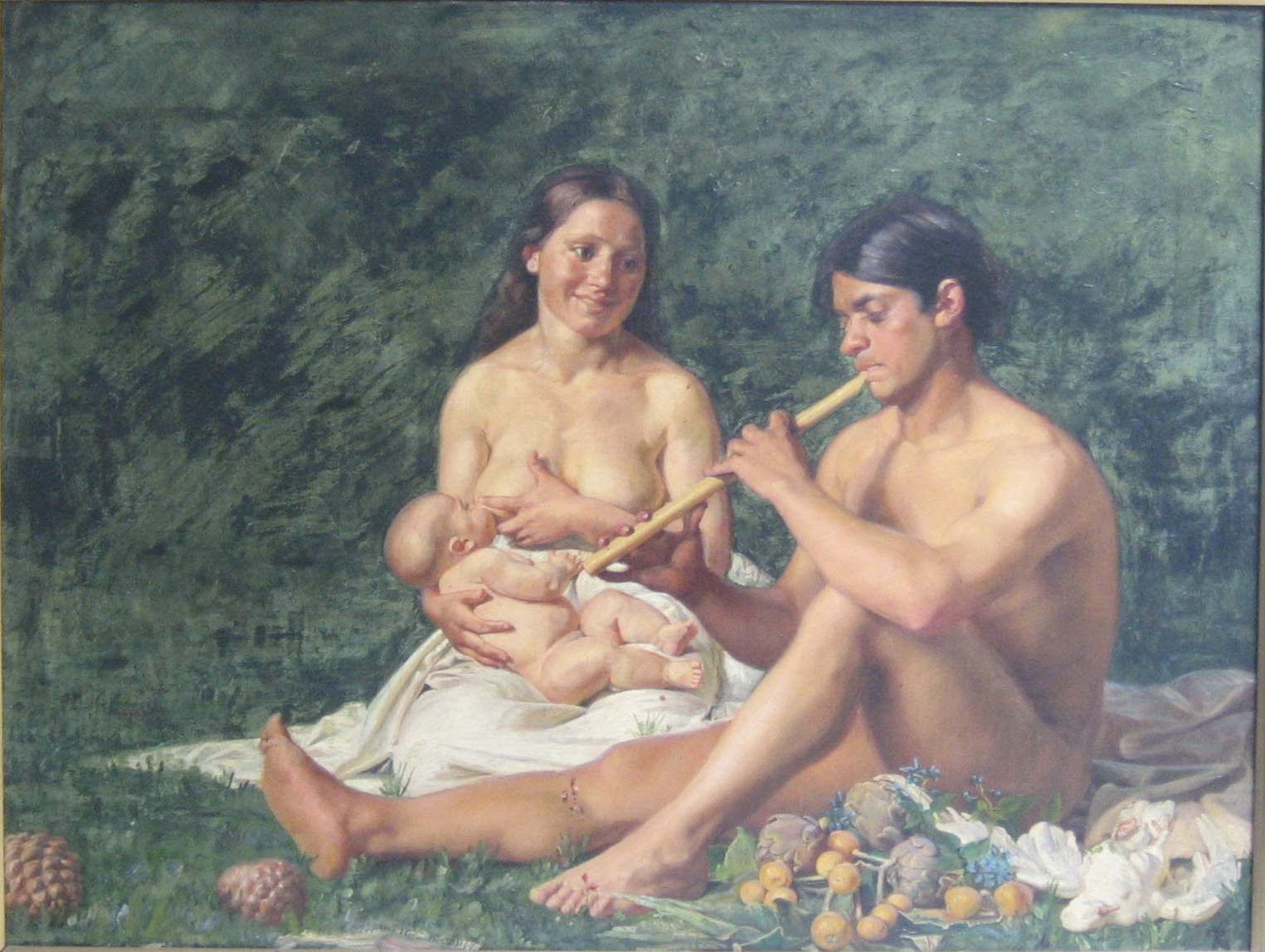
Iubal e la sua famiglia (K. Zahrtmann, 1876-78)

Iubal (o Jubal o ancora Yubal) è un personaggio dell'Antico Testamento.
La Bibbia ne parla in Genesi 4,19-21. Fratello di Iabal, fu figlio di Lamech e Ada. Di lui si dice che
A Iubal è dunque attribuita l'invenzione di almeno due strumenti musicali. Il passo riportato è il primo che contiene un riferimento alla musica in tutta la Bibbia.